# Роля (герб)
Роля або Риля (пол. Rola, Agricola, Kroje) — родовий герб польської, української, литовсько-білоруської шляхти. 

## Опис
У червленому полі біла троянда, в яку тупими кінцями впираються три сошники (рала), вістрями звернені до країв шита. У клейноді п'ять страусових пір'їн. 

## Історія
Початок цього герба відносять до XI століття. Перша письмова згадка про герб датується 1330 роком.
Після Городельської унії 1413 року ряд гербів, в тому числі й Роля, були закріпленні за представниками литовсько-руської (української) шляхти та відбулось зрівняння прав шляхти католицького віровизнання Королівства Польського та шляхти Великого князівства Литовського, Руського та Жемайтійського. За умовами унії, польські шляхтичі передали його литовсько-українським шляхетським родам.
Належав понад 372 родам Білорусі, України, Литви і Польщі, зокрема, ним володіли Андрекевичі, Андрикевичі, Бартошовські, Барижки, Біляшевські, Божківські, Данилевичі, Даниловські, Ґольські, Липовські, Любницькі, Скибицькі та інші.

## Вплив на територіальну геральдику
Зображений на сучасному (2013 р.) гербі Чорткова.

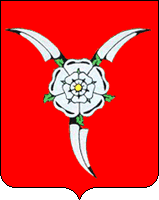
Герб Чорткова 1560 року (реконструкція).
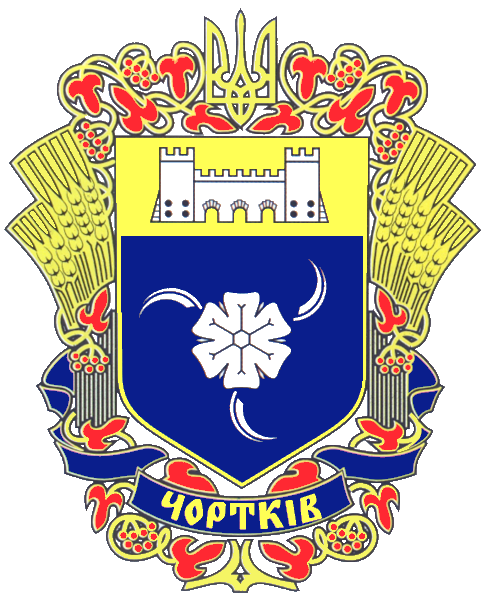
Герб Чорткова від 2002 року.